# Laloubère
 Laloubère  es una comuna y población de Francia, en la región de Mediodía-Pirineos, departamento de Altos Pirineos, en el distrito de Tarbes. Es la cabecera del cantón de su nombre, aunque Odos y Soues la superan en población.
Está integrada en la Communauté d'agglomération du Grand Tarbes.

## Historia
El nombre del pueblo, anteriormente llamado Loupbatère o "tierra de lobos", se refiere a los lobos que infestaron esta localidad en los siglos X y XI. Su escudo de armas "con dos lobos sobre campo de gules, pasando uno debajo del otro" es otro testimonio de la importancia de este animal.

## Demografía
Su población en el censo de 1999 era de 1.358 habitantes. Forma parte de la aglomeración urbana de Tarbes.
| 903 | 1,113 | 1,199 | 1,323 | 1,444 | 1,333 | 1,296 | 1,358 | 1,706 |
| Para los censos de 1962 a 1999 la población legal corresponde a la población sin duplicidades (Fuente: INSEE [Consultar]) |       |       |       |       |       |       |       |       |